# Станіслав Понятовський (каштелян)
Станіслав Понятовський гербу Цьолек (пол. Stanisław Poniatowski herbu Ciołek; 15 вересня 1676, Хойник — 29 серпня 1762, Рики) — польський шляхтич, державний та військовий діяч Королівства Польського й Великого князівства Литовського Речі Посполитої, дипломат. Генерал артилерії литовської (1707), генерал шведської армії (1708), генерал-лейтенант коронного війська литовського (1724), підстолій литовський (1722), підскарбій великий литовський (1722), воєвода мазовецький (1731), реґіментар генеральний військ коронних (1729—1733), каштелян краківський (1752), староста войницький, любельський, перемиський (1752—1756). Батько останнього короля Речі Посполитої Станіслава ІІ Августа.

## Життєпис
Народився 15 вересня 1676 р. в селі Хойнику (належало до парафії в Громнику). Син Францішека Понятовського та його дружини Гелени з Невяровських.
За власноруч написаною автобіографією, навчався в Краківському університеті (радше — у Новодворських школах). У 13 років (близько 1690 р.) разом з братом Юзефом відправлений батьком до Відня під опіку духівника (прецептора). Звідти через 2 роки брати подалися до Петроварадину (Сербія), де брали участь у війні з турками у військах австрійських під начальством принца Євгенія Савойського. Їх опікуном був конюший литовський, генерал армії цісаря Міхал Сапєга, який залишив біля себе С. Понятовського ад'ютантом, пізніше — командувачем полку кірасирів. Брав участь в битві під Зентою 1697. Після Карловацького миру подався до Литви, товаришуючи своєму протектору, який висватав йому каштелянку новогрудську Терезу Войнянку Ясенецьку (вдову мечника литовського Шимона Кароля Огінського). Шлюб зі значно старшою і «прикрого гумору панею» був невдалим, він розпався, але сприяв кар'єрі. Брав участь у громадянській війні у Великому князівстві Литовському на боці роду Сапіг (Сапег), битві під Олкениками 2 листопада 1700, в якій Михайло Сапіга загинув, а Станіслав Понятовський потрапив у полон. Звідти втік до Варшави. Переможені Сапіги вибрали Станіслава Понятовського емісаром до шведського короля Карла ХІІ; у Курляндії у січні 1702 був прийнятий королем. Місія мала на меті стримати Августа ІІ, який хотів ув'язнити Станіслава Понятовського.
Підтримував шведського короля Карла XII, був його ад'ютантом. Прихильник короля Станіслава І Лещинського й супротивник Августа II; брав участь у Полтавській битві, в якій врятував життя Карлові ХІІ. Після неї втік разом з Карлом XII до Туреччини, де захищав шведські інтереси перед султаном і сприяв оголошенню турками війни Росії. По смерті Карла XII визнав Августа II, вірно служив йому, у 1731 р. був мазовецьким воєводою; по смерті Августа II невдало намагався допомогти Станіславві І Лещинському й був змушений визнати Августа III, який призначив його краківським каштеляном.
Написав, як вважають, «Remarques d'un Seigneur polonais sur l'histoire de Charles XII par Monsieur de Voltaire» (Гаага і Амстердам, 1741).
Після смерти дружини (1759 р.) часто перебував у Риках. Під час поїздки в серпні 1762 до Волчина для відвідин князя Михайла Чорторийського впав, спіткнувшись об камінь; помер у Риках 28 серпня 1762 р., був похований у місцевому костелі.

### Маєтності, фундації
На момент сватання з другою дружиною не мав поважного маєтку. Віно княжни Констанції Чорторийської — 400000 злотих. У 1721: купив у генерала Баудіссіна війтівство в Бидгощі (1744 відступив його Кайзерлінґові); за віно купив в Якуба Г. Флеммінга маєтності Волчин (став його резиденцією, сприяв розбудові палацу, будівництву костелу; 1738 разом з Радваничами продав князю Михайлові Чорторийському), Радваничі в Берестейському повіті. У 1739—1741 Ян Зигмунт Дейбель збудував для Станіслава Понятовського палац на Краківському передмісті Варшави; відтоді їхня резиденція в столиці (нині на цьому місці є палац Уруських).
1732 року отримав Люблінське староство, потім передав його зятю Янові Якубові Замойському. 1742 року отримав: Ратненське староство (Руське воєводство), 1750-го передав Алексію Гуссаржевському; Мостівське староство (Белзьке воєводство, відступив 1746 Адаму Мнішеху). 1752 отримав економію Перемиську, у 1753 віддав сину Станіславу. Стрийське староство (мав з 1730) передав сину Казимиру 1756 р., який отримав також від батька 1759 року Рицьке староство. Найбільші комплекси маєтків набув:
- у Подільському воєводстві — «ключі» Язловецький, Заліщицький (принаймні до 30 серпня 1754 року село Заліщики входило до Дзвиняцького «ключа»[11]) в Червоногородському повіті
- у Руському воєводстві: «Журавненський ключ» у Жидачівській землі; володів селами Мальчиці, Мшана (Львівська земля), Цвітова (Галицька земля).

Управляв маєтками у заставі; зокрема, найбільшими були (вартістю близько 1 млн. злотих) в Золочівських володіннях Радзивіллів (Міхала Казімєжа, Кароля). Нe враховуючи наданих наймолодшому сину маєтків на Сондеччині, вартість дідичних маєтків Станіслава Понятовського і його застав складала 1764 р. близько 4 млн злотих, яка давала 267 000 злотих річного прибутку.
З його фундушу в 1760 році почали будувати Костел святого Станіслава в Заліщиках.

### Сім'я
Перша дружина (весілля відбулося після 1701 р.) — Тереза Войнянка Ясенецька (Война-Ясенецька), вдова по мечнику литовському Шимонові Каролеві Огінському, розлучені, дітей не мали. Друга дружина — шлюб 14 вересня 1720 — княжна Констанція Чорторийська (бл.1696 чи 1700–27 жовтня 1759; донька литовського підканцлера, віленського каштеляна, крем'янецького старости князя Казимира Чорторийського та Ізабели Морштин). Діти:
- Казімеж — підкоморій великий коронний
- Францішек Юзеф — канонік катедри в Кракові
- Александер — ад'ютант князя Лотарингії Карла
- Людвіка Марія — дружина Яна Якуба Замойського
- Ізабела — дружина Яна Клеменса Браницького
- Станіслав Антоній — майбутній король Станіслав ІІ Август
- Анджей — староста пренський
- Міхал Єжи — примас Польщі.[13]